# Francis Serck

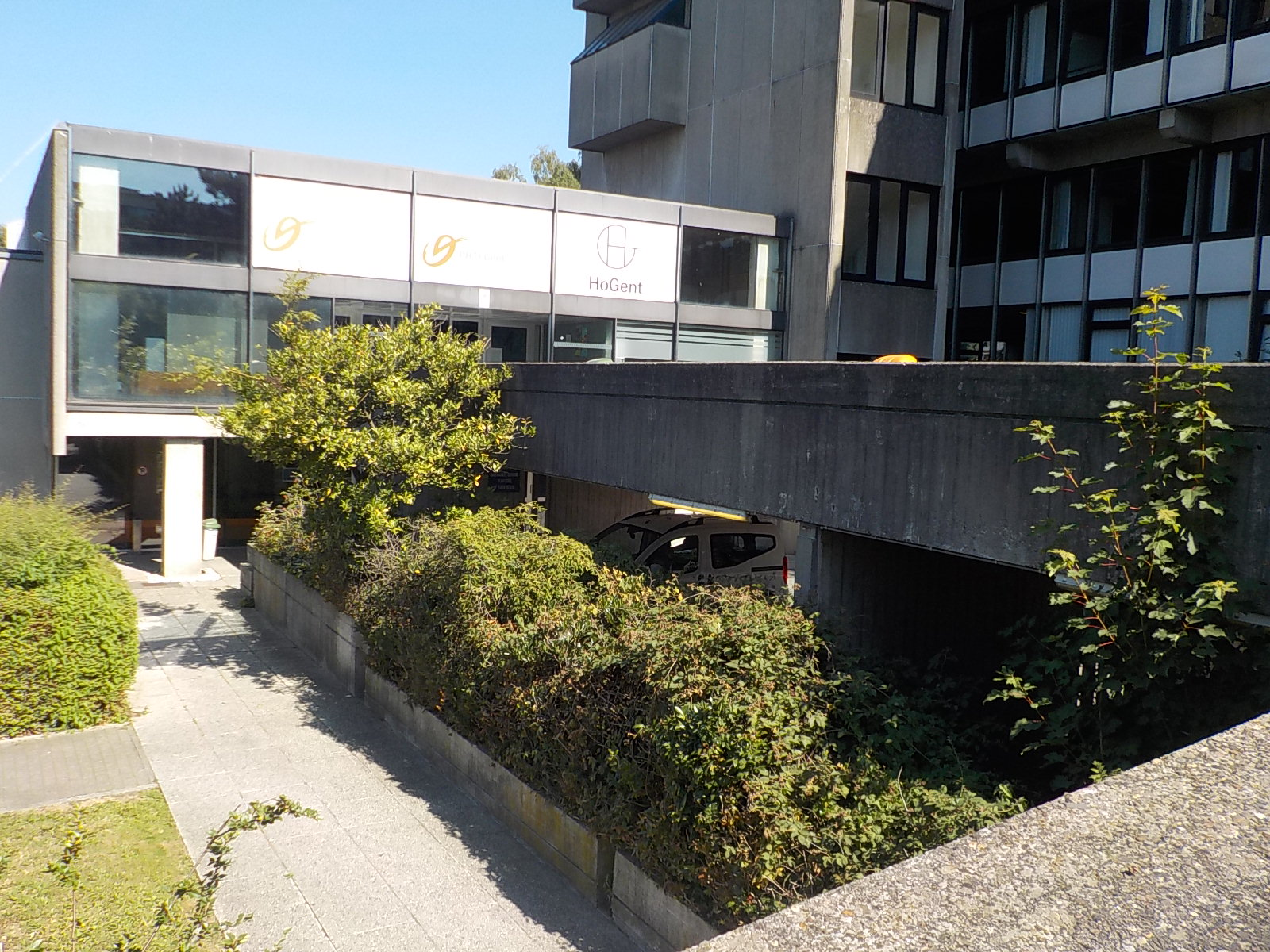
Provinciaal Handels- en Taalinstituut

Francis Serck (Gent, 14 maart 1929 - aldaar, 27 januari 2020) was een Belgisch architect, ruimtelijk planner en hoogleraar. Hij was werkzaam in de naoorlogse periode en was vooral in Gent actief. 

## Loopbaan
Francis Serck behaalde zijn diploma architectuur aan het Sint-Lucasinstituut in Gent in 1953. Hij liep stage in Parijs op het bureau van Auguste Perret, één van de grondleggers op vlak van gewapend beton. Hij inspireerde zich in deze periode op het Scandinavische modernisme van ontwerpers als Alvar Aalto en Arne Jacobsen.
In het begin van de jaren zestig werkte hij als medewerker van Jules Trenteseau mee aan de bouw van het Gentse universiteitsgebouw Ledeganck. Hij won samen met studiegenoot Jan Tanghe de wedstrijd voor het Provinciaal Handels- en Taalinstituut te Gent (1959). Andere realisaties van Serck in het Gentse zijn de sociale woonblokken aan de Leiekaai in opdracht van de Gentse Haard en de glazen constructie aan het Ferdinand Lousbergsgesticht in 1980. In 1994 nam zijn zoon, Thomas Serck, het bureau over. Architectenbureau Serck is nog steeds actief op dezelfde locatie aan de Gentse Visserij.
Serck was werkzaam als docent aan het Sint-Lucasinstituut, waar hij zelf les gevolgd had. Hij doceerde er het vak 'Filosofie van de stedenbouw'.
Het archief van Francis Serck wordt bewaard bij Archief Gent.